# Prime impressioni
Prime impressioni è un album discografico del gruppo italiano di Rock progressivo Premiata Forneria Marconi, pubblicato nel 1976 dall'etichetta discografica Numero Uno.

## Il disco
Contiene brani originariamente pubblicati nei primi due album del gruppo e fa parte di una serie economica denominata Lineatre, i cui album venivano venduti a prezzo ridotto. Il lato A riporta tre brani dal primo disco Storia di un minuto e uno dal secondo Per un amico. Impressioni di settembre e La carrozza di Hans sono in versione più corta rispetto all'originale. Il lato B riporta tre brani da Per un amico in versione integrale.

## Tracce
Lato A
1. Impressioni di settembre – 4:20 (Franco Mussida, Mogol, Mauro Pagani)
2. È festa – 2:47 (Franco Mussida, Mauro Pagani)
3. Dove... quando (parte II) – 5:45 (Franco Mussida, Mauro Pagani)
4. La carrozza di Hans – 5:42 (Franco Mussida, Mauro Pagani)

Lato B
1. Per un amico – 5:23 (Mauro Pagani, Franco Mussida, Flavio Premoli)
2. Generale – 4:14 (Mauro Pagani,Franco Mussida, Flavio Premoli)
3. Il banchetto – 8:40 (Mauro Pagani,Franco Mussida, Flavio Premoli)

## Formazione
- Franco Mussida - chitarra
- Flavio Premoli - tastiere, voce
- Franz Di Cioccio - batteria
- Giorgio Piazza - basso
- Mauro Pagani - violino, flauto